# Sérgio Krzywy
Dom Sérgio Krzywy (Palmeira, 30 de junho de 1952) é bispo católico da Diocese de Araçatuba.
Palmeirense de raízes polonesas, fez o ensino fundamental no Educandário da Imaculada Conceição de Maria, em Palmeira, e no Seminário dos Padres Estigmatinos, em Rio Claro e Ribeirão Preto (SP). O ensino médio cursou no Colégios Agrícola Estadual Getúlio Vargas e Escola Estadual José Nogueira dos Santos, em Palmeira.
Estudou Filosofia no Seminário da Congregação dos Padres Estigmatinos e teologia na Pontifícia Universidade Católica de Campinas entre 1980 e 1983.
Foi ordenado sacerdote em 18 de dezembro de 1983, e incardinado na Diocese de Assis.
Exerceu os seguintes ministérios: Vigário Paroquial em Paraguaçu Paulista; Reitor do Seminário Menor; Administrador Paroquial da comunidade "Nossa Senhora da Medalha Milagrosa" em Assis;  e Diretor Espiritual do Seminário Maior e Menor, Diretor Espiritual do Instituto Teológico Rainha dos Apóstolos e Vigário Paroquial da Catedral de Assis.
Fez Mestrado em Teologia nos anos 1992 a 1994, com especialização em Antropologia Teológica, no Teresianum Pontifícia Faculdade de Teologia, em Roma.
Foi nomeado bispo da Diocese de Araçatuba em 26 de maio de 2004 e foi sagrado em 14 de agosto de 2004, através de Dom Pedro Antônio Marchetti Fedalto, Arcebispo Emérito de Curitiba, Dom Antônio de Souza, CSS, Bispo de Assis, e Dom Aloysio José Leal Penna, SJ, Arcebispo de Botucatu. Dom Sérgio tomou posse na diocese em 29 de agosto de 2004.
Dom Sérgio foi consagrador principal de:
- Bispo Arnaldo Carvalheiro Neto (2016);
- Bispo Argemiro de Azevedo, CMF (2017).

E principal co-consagrador de:
- Bispo Eduardo Pinheiro da Silva, SDB (2005);
- Bispo Paulo Roberto Beloto (2006).